# Ялтинський зоопарк
Я́лтинський зоопа́рк «Ка́зка» (попередня назва «Поляна казок») — приватний зоопарк в Україні, на Піденному березі Криму, розташований неподалік від міста Ялта.

## Історія
Історія Ялтинського зоопарку починається в 1990 році. Поруч з одним із визначних місць Ялти — «Поляною казок» — за ініціативою тодішньої влади був створений кооперативний зоологічний куток. У ньому відвідувачі могли милуватися яками, павичами, ведмедями, вивірками та деякими іншими тваринами.
У 1995 році зоологічний куток викупив підприємець Олег Зубков (також засновник Парку левів «Тайган» і перетворив його на зоопарк. За 10 років маленький зоологічний куток перетворився на повноцінний зоопарк з усіма зручностями. Тут є види тварин, яких більше немає ніде в Україні.
Під час окупації Криму засновник зоопарку Олег Зубков зайняв проросійську позицію, проте, згодом зазнав адміністративних утисків з боку окупаційної влади. 10 грудня 2015 року на знак протесту він безстроково закрив зоопарк і Парк левів «Тайган» для відвідувачів. З 2017 року систематично зазнавав репресій російської окупаційної влади і змінив свою позицію і висловив ностальгію за українськими часами

## Галерея

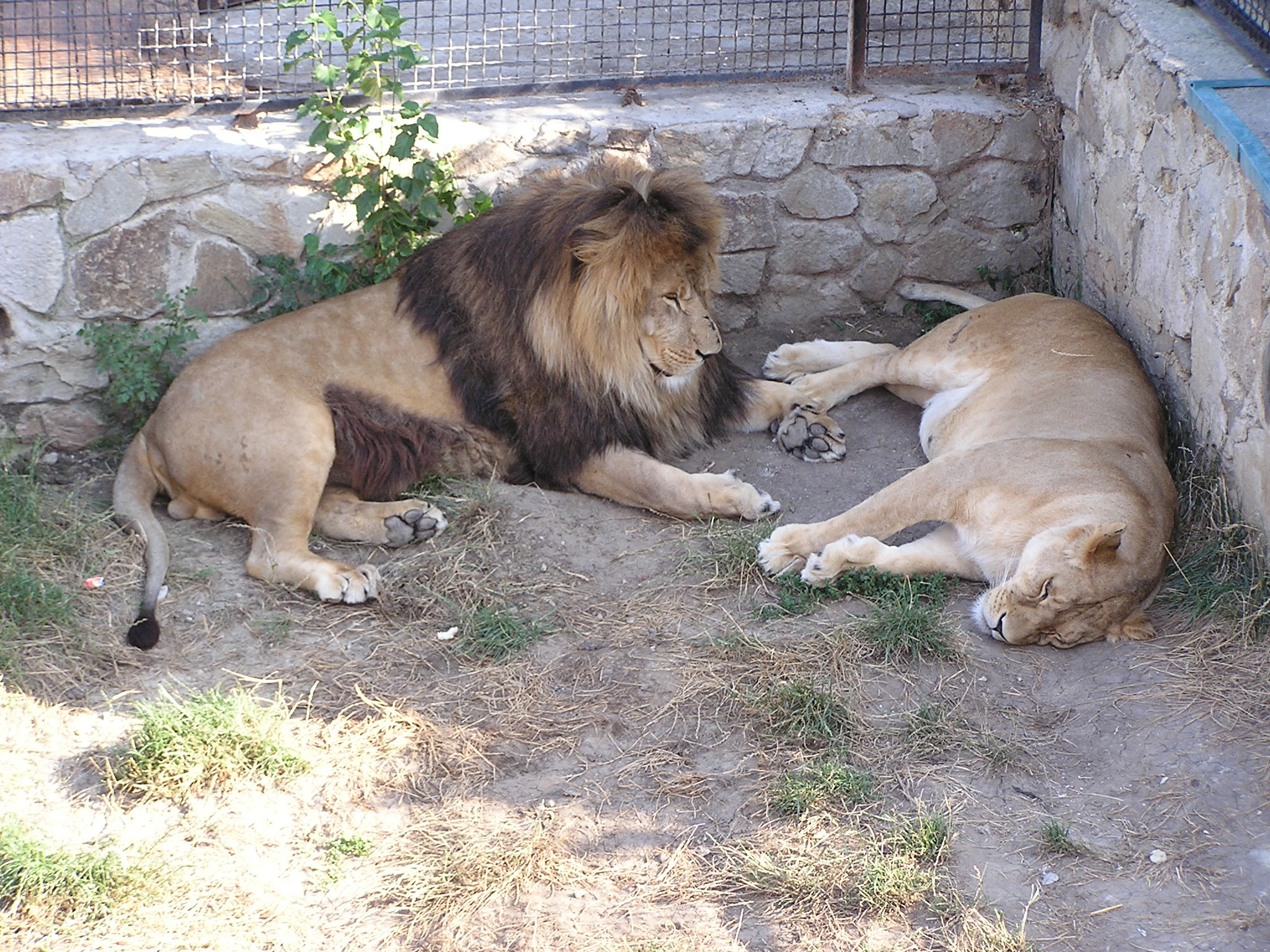
Леви в зоопарку
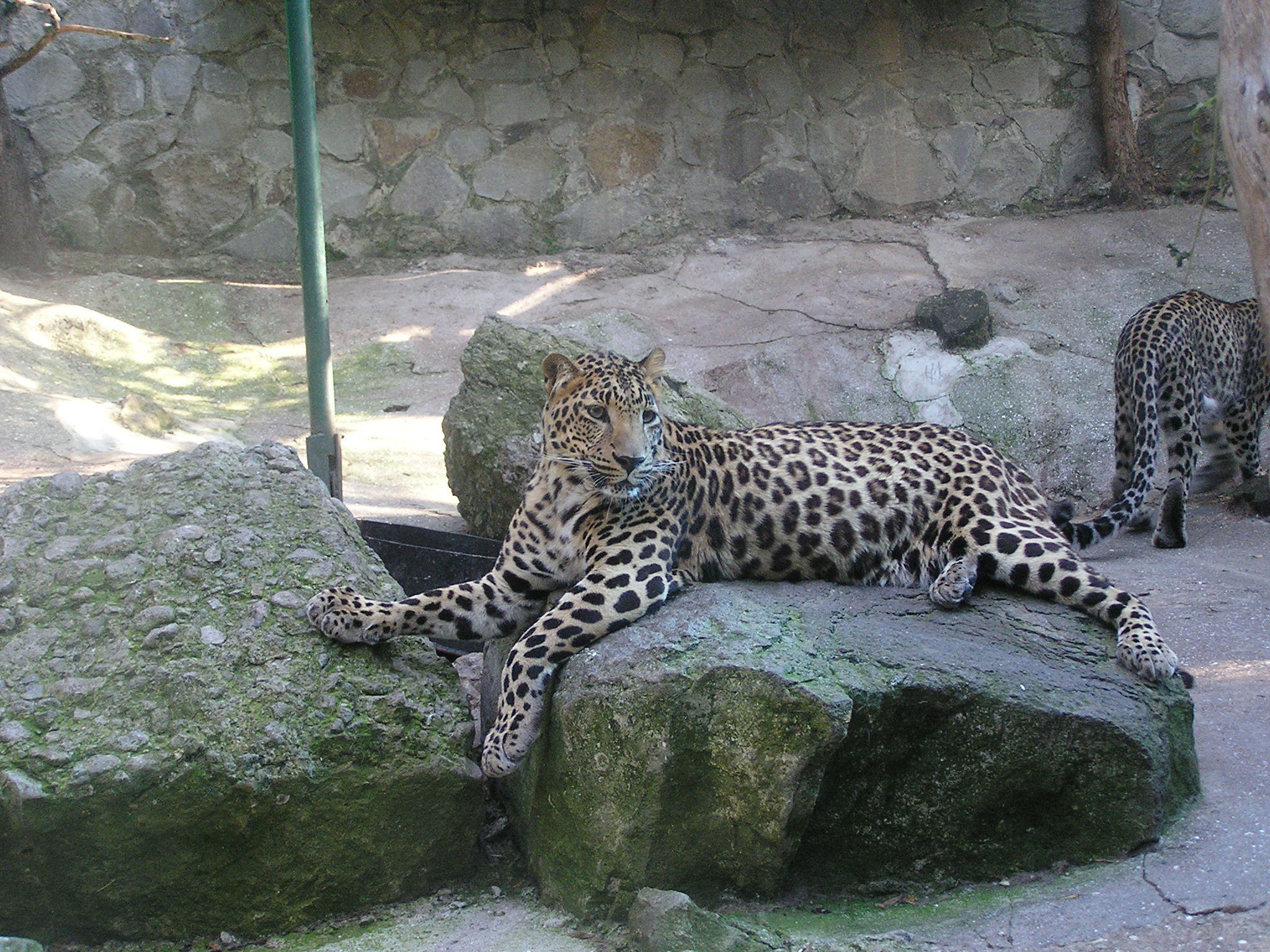
Леопарди
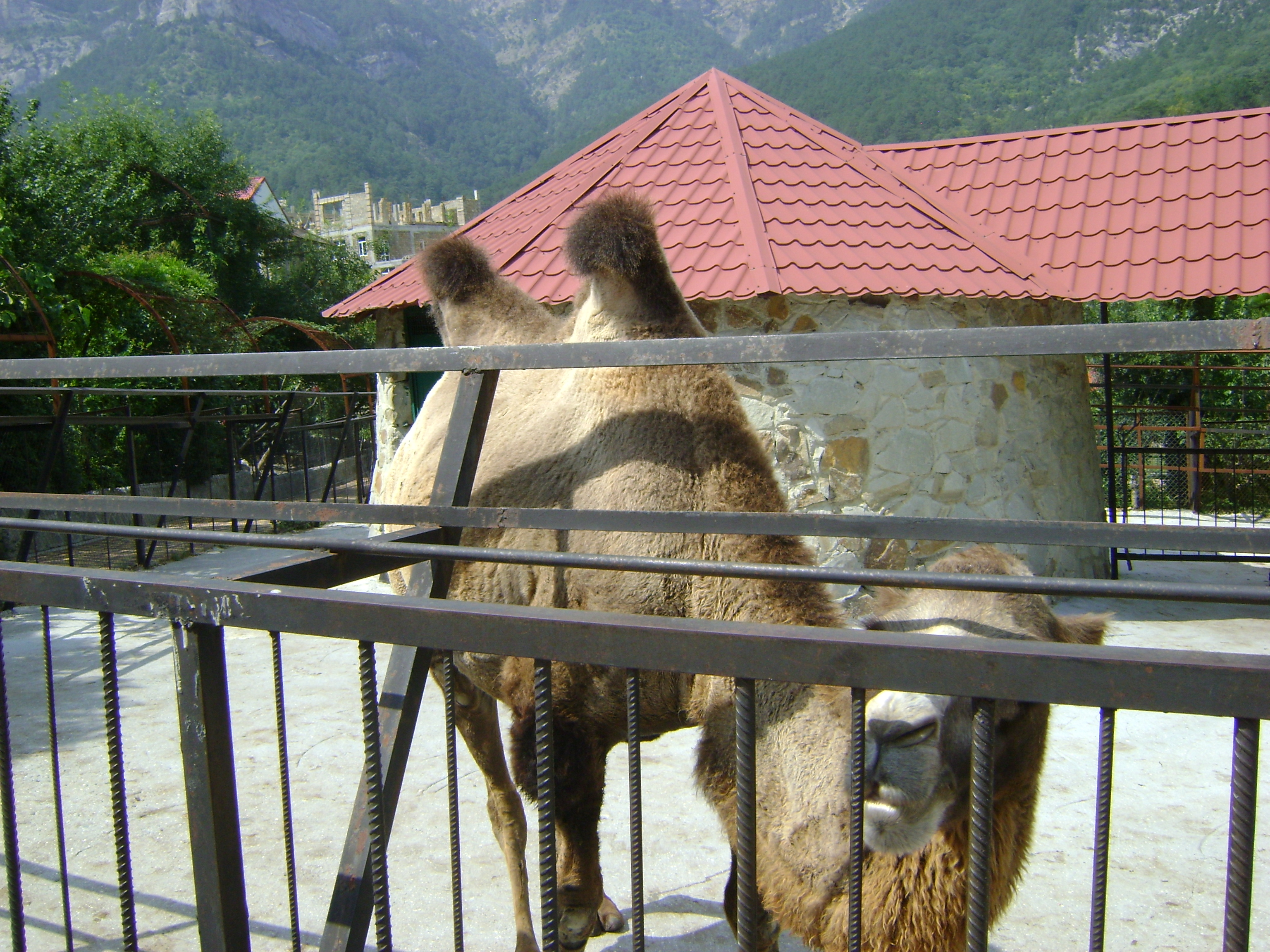
Верблюд.
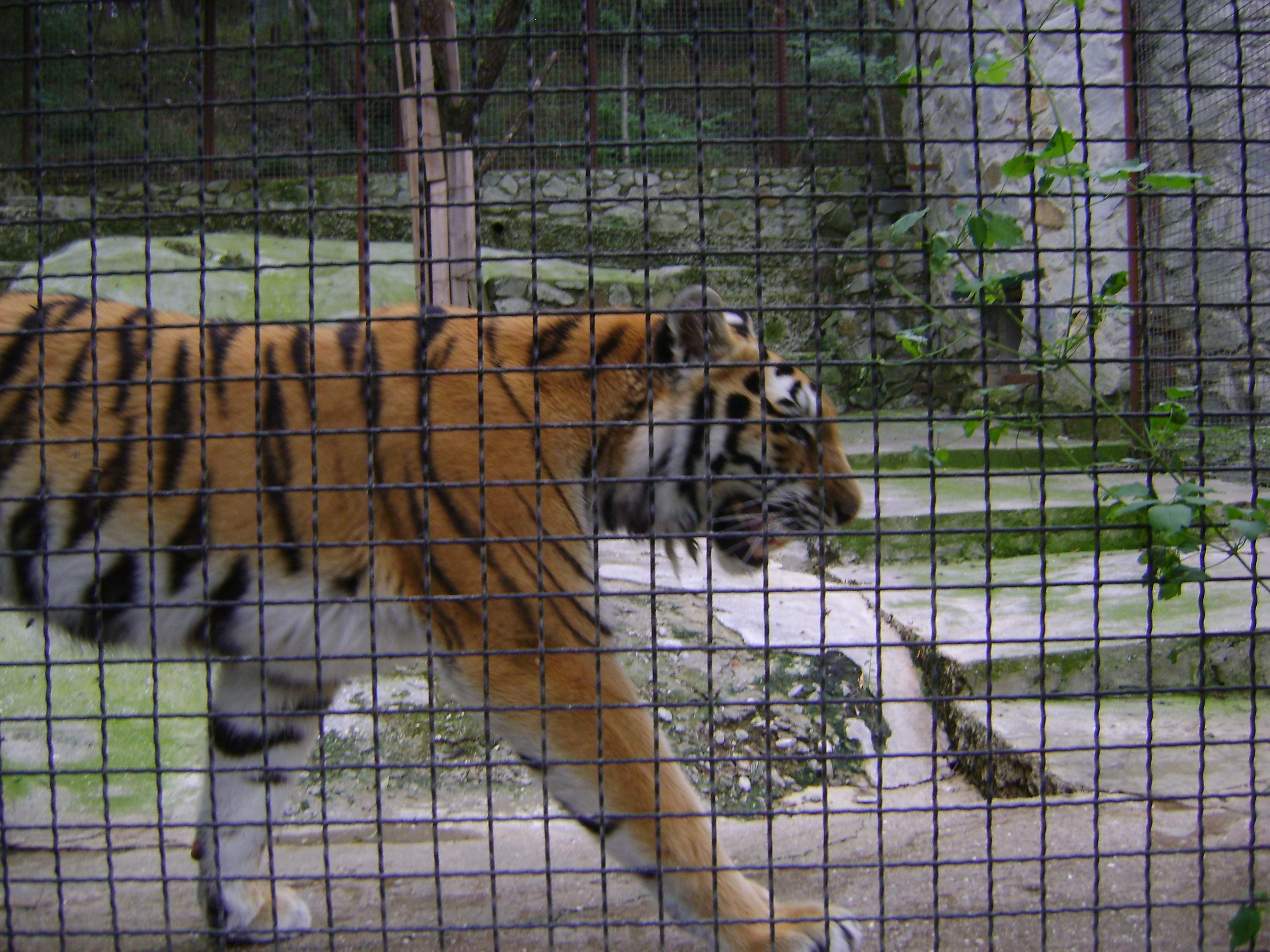
Тигр.
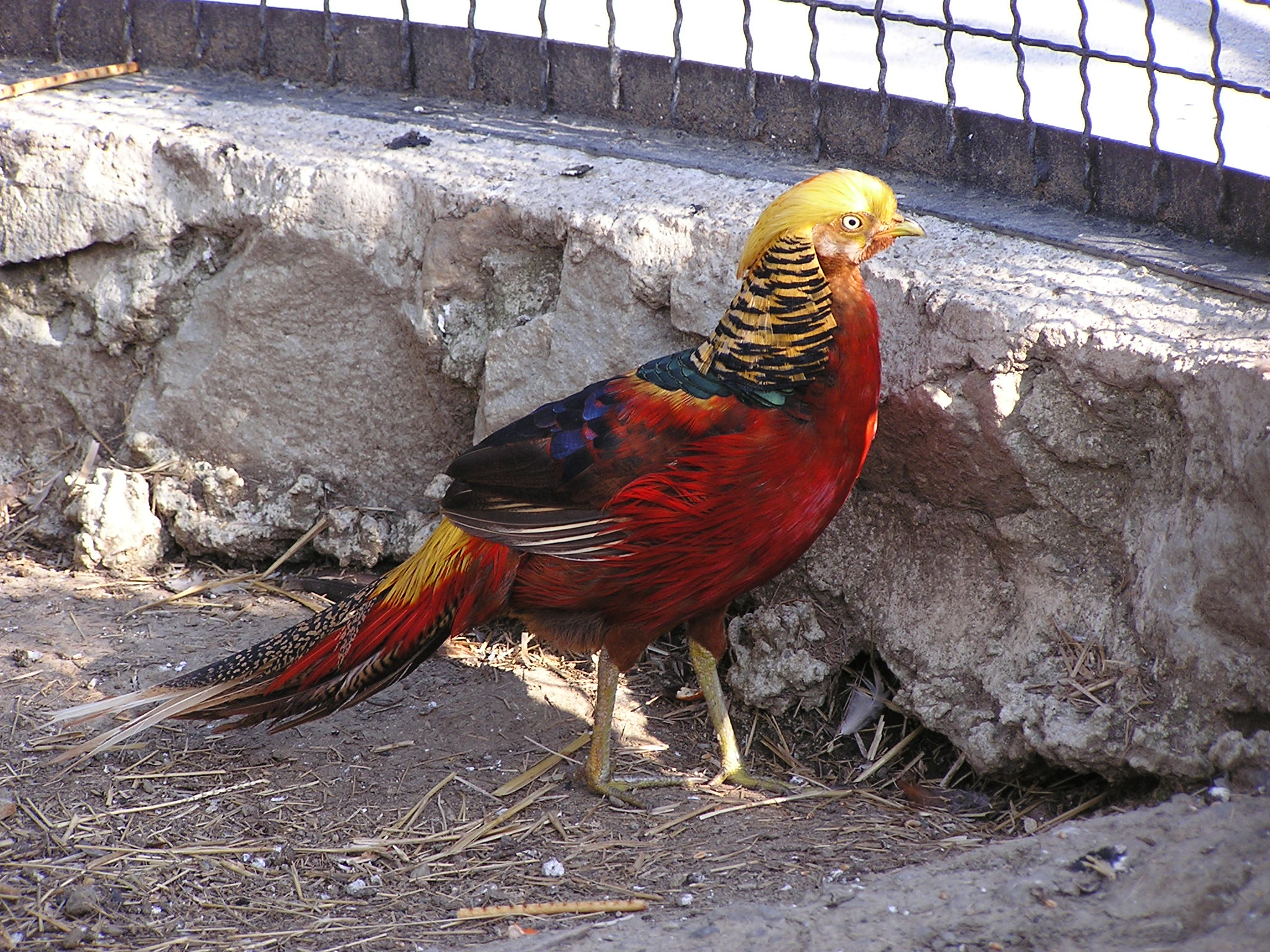
Золотий фазан (Chrysolophus pictus)
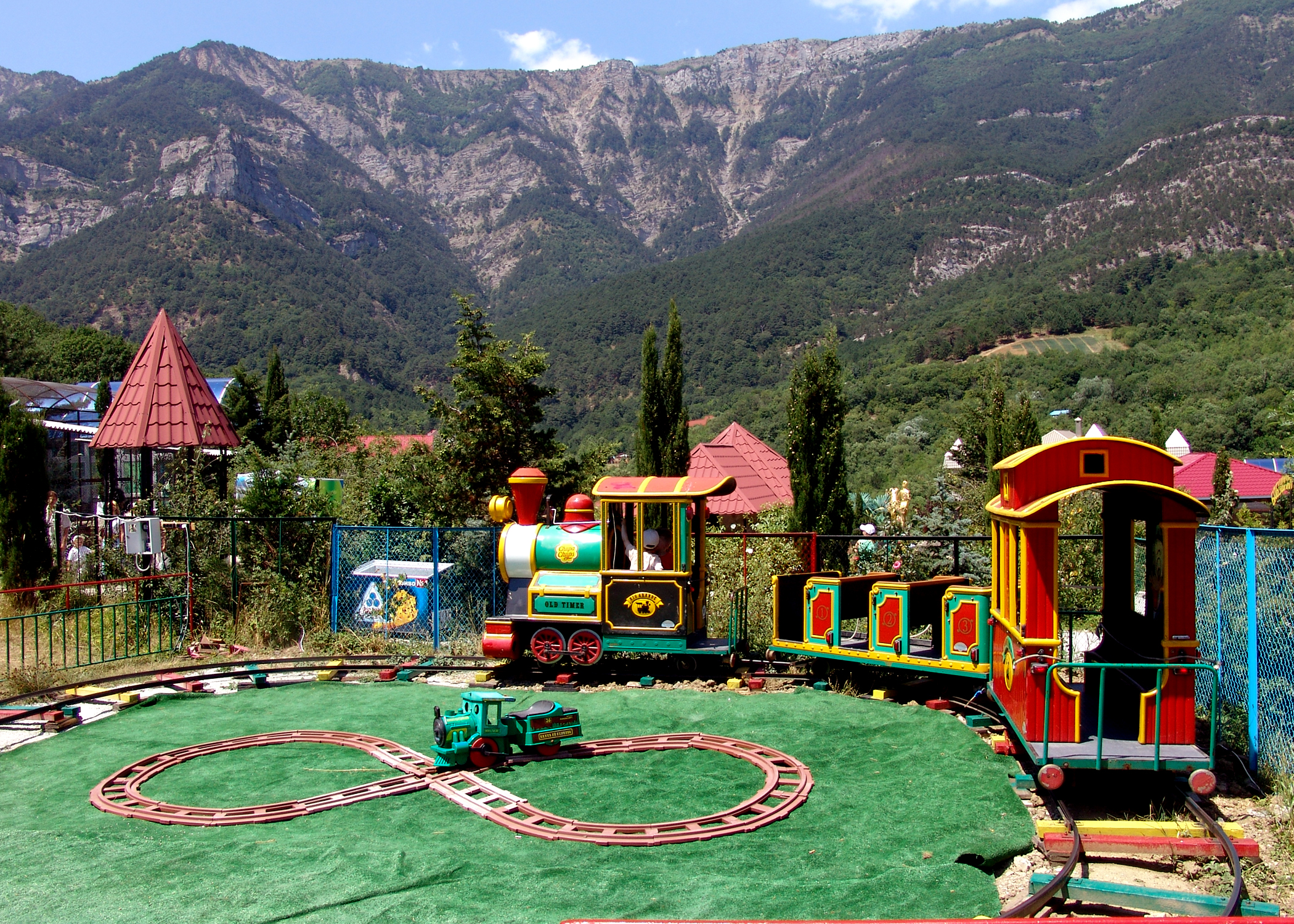
Зоопарковий паровозик для дітей